# Paral·lel 27° nord
El paral·lel 27° nord és una línia de latitud que es troba a 27 graus nord de la línia equatorial terrestre. Travessa l'Àfrica, Àsia, l'oceà Índic, l'oceà Pacífic, Centreamèrica, el Carib i l'oceà Atlàntic.

## Geografia
En el sistema geodèsic WGS84, al nivell de 27° de latitud nord, un grau de longitud equival a 99,225 km; la longitud total del paral·lel és de 356.732 km, que és aproximadament 89,2% de la de l'equador. Es troba a una distància de 2.987 km de l'equador i a 7.015 km del pol Nord.
Igual que tots els altres paral·lels a part de l'equador,el paral·lel 27° nord no és un cercle màxim i, per tant, no és la distància més curta entre dos punts, fins i tot si són a la mateixa latitud. Per exemple, seguint el paral·lel, la distància recorreguda entre dos punts de longitud oposada és 17.886  km; després d'un cercle màxim (que passa pel Pol Nord), només és 14.030 km.

## Durada del dia
En aquesta latitud, el sol és visible durant 13 hores i 51 minut a l'estiu, i 10 hores i 26 minuts en solstici d'hivern.

## Arreu del món
Començant al meridià de Greenwich i dirigint-se cap a l'est, el paral·lel 27º passa per:
| Coordenades                               | País, territori o mar        | Notes |
| ----------------------------------------- | ---------------------------- | --- |
| 27° 0′ N, 0° 0′ E / 27.000°N,0.000°E      | Algèria                      | |
| 27° 0′ N, 9° 50′ E / 27.000°N,9.833°E     | Líbia                        | |
| 27° 0′ N, 25° 0′ E / 27.000°N,25.000°E    | Egipte                       | |
| 27° 0′ N, 33° 54′ E / 27.000°N,33.900°E   | Mar Roig                     | |
| 27° 0′ N, 35° 55′ E / 27.000°N,35.917°E   | Aràbia Saudita               | |
| 27° 0′ N, 49° 40′ E / 27.000°N,49.667°E   | Golf Pèrsic                  | Passa just al nord de l'illa Lavan, Iran |
| 27° 0′ N, 53° 21′ E / 27.000°N,53.350°E   | Iran                         | |
| 27° 0′ N, 55° 48′ E / 27.000°N,55.800°E   | Golf Pèrsic                  | Passa just al nord de l'illa de Qeshm, Iran · passa just al sud de l'illa d'Ormuz, Iran                                                       |
| 27° 0′ N, 56° 54′ E / 27.000°N,56.900°E   | Iran                         | |
| 27° 0′ N, 63° 15′ E / 27.000°N,63.250°E   | Pakistan                     | Balutxistan Oriental Sindh |
| 27° 0′ N, 69° 31′ E / 27.000°N,69.517°E   | Índia                        | Rajasthan Uttar Pradesh Bihar |
| 27° 0′ N, 84° 51′ E / 27.000°N,84.850°E   | Nepal                        | |
| 27° 0′ N, 88° 6′ E / 27.000°N,88.100°E    | Índia                        | Bengala Occidental |
| 27° 0′ N, 88° 52′ E / 27.000°N,88.867°E   | Bhutan                       | |
| 27° 0′ N, 92° 5′ E / 27.000°N,92.083°E    | Índia                        | Arunachal Pradesh - reclamat per República Popular de la Xina · Assam · Arunachal Pradesh                                                     |
| 27° 0′ N, 95° 48′ E / 27.000°N,95.800°E   | Myanmar (Burma)              | |
| 27° 0′ N, 98° 44′ E / 27.000°N,98.733°E   | República Popular de la Xina | Yunnan Sichuan Yunnan Guizhou Hunan (per uns 4 km) Guizhou Hunan - Passa just al nord de Hengyang Jiangxi - passa just al sud de Ji'an Fujian |
| 27° 0′ N, 120° 16′ E / 27.000°N,120.267°E | Mar de la Xina Oriental      | |
| 27° 0′ N, 127° 56′ E / 27.000°N,127.933°E | Japó                         | Iheya island |
| 27° 0′ N, 127° 56′ E / 27.000°N,127.933°E | Oceà Pacífic                 | Passa just al nord de l'illa d'Okinawa, Japó · passa just al sud de Yoronjima, Japó · passa just al sud de Chichi-jima, Japó                  |
| 27° 0′ N, 114° 2′ O / 27.000°N,114.033°O  | Mèxic                        | Península de Baixa Califòrnia |
| 27° 0′ N, 112° 1′ O / 27.000°N,112.017°O  | Golf de Califòrnia           | |
| 27° 0′ N, 109° 57′ O / 27.000°N,109.950°O | Mèxic                        | passa just al sud de Navojoa, Sonora |
| 27° 0′ N, 99° 24′ O / 27.000°N,99.400°O   | Estats Units                 | Texas – terra ferma i illa Padre |
| 27° 0′ N, 97° 23′ O / 27.000°N,97.383°O   | Golf de Mèxic                | |
| 27° 0′ N, 82° 25′ O / 27.000°N,82.417°O   | Estats Units                 | Florida |
| 27° 0′ N, 80° 5′ O / 27.000°N,80.083°O    | Oceà Atlàntic                | |
| 27° 0′ N, 78° 13′ O / 27.000°N,78.217°O   | Bahames                      | Great Sale Cay |
| 27° 0′ N, 78° 12′ O / 27.000°N,78.200°O   | Oceà Atlàntic                | Passa entre els Fish Cays i els Pensacola Cays, Bahames                                                                                       |
| 27° 0′ N, 13° 27′ O / 27.000°N,13.450°O   | Sàhara Occidental            | reclamat per Marroc |
| 27° 0′ N, 8° 40′ O / 27.000°N,8.667°O     | Mauritània                   | |
| 27° 0′ N, 8° 9′ O / 27.000°N,8.150°O      | Algèria                      | |